# Cardam
Cardam är en ort i Azerbajdzjan.   Den ligger i distriktet Ağdaş Rayonu, i den centrala delen av landet, 200 km väster om huvudstaden Baku. Cardam ligger 28 meter över havet och antalet invånare är 1 340.
Terrängen runt Cardam är mycket platt. Närmaste större samhälle är Ağdaş, 9,2 km norr om Cardam.
Trakten runt Cardam består till största delen av jordbruksmark. Runt Cardam är det ganska tätbefolkat, med 90 invånare per kvadratkilometer.